# Craig Bjornson
Craig Bjornson (né le 14 février 1969 à Tucson, Arizona, États-Unis) est un instructeur de baseball.
Ancien lanceur gaucher des ligues mineures de baseball, Bjornson est l'actuel instructeur des lanceurs de relève des Mets de New York de la Ligue majeure de baseball.

## Carrière
Craig Bjornson joue trois saisons de ligues mineures avec des clubs affiliés aux Astros de Houston, de 1991 à 1993. Comme lanceur, le gaucher joue 27 matchs comme lanceur partant et en dispute 81 au total, affichant une moyenne de points mérités de 3,82 en 257 manches.
Il commence sa carrière d'instructeur des lanceurs dans les ligues mineures en 1999 avec les Expos du Vermont. Entre 2000 et 2011, il est instructeur avec divers clubs des mineures affiliés aux Royals de Kansas City, aux Nationals de Washington, aux Dodgers de Los Angeles et aux Rockies du Colorado. Parallèlement, il est de 2000 à 2003, soit 4 saisons, l'instructeur des lanceurs des Pastora de Occidente, une équipe de la Ligue vénézuélienne de baseball basée à Cabimas.
Bjornson est instructeur des lanceurs de relève des Astros de Houston durant la saison 2012, il est un instructeur des lanceurs. Lorsque Bo Porter est nommé gérant des Astros avant la saison 2013, il engage Dennis Martínez comme instructeur des releveurs en novembre 2012 et Bjornson est assigné aux ligues mineures, comme instructeur des lanceurs itinérant chargé notamment de travailler avec les jeunes joueurs des ligues de recrues et des clubs affiliés en République dominicaine. Le 22 octobre 2013, Bjornson est de retour au niveau majeur comme instructeur des lanceurs de relève des Astros et occupe ce poste depuis la saison 2014.